# Надка Николова
Надка Николова (болг. Надка Николова; 1955, Шумен) — болгарська мовознавиця, дослідниця історичного білінгвізму на території Болгарії. Доктор філології.

## Біографія
1978 закінчила Шуменський університет імені Константина Преславського. З 1985 працює на кафедрі болгарської мови цього університету. 1996 захистила докторську дисертацію з філології.
1997—2001 — викладач болгарської мови і літератури у Пряшівському університеті (Словаччина).

## Наукові інтереси
Досліджує історію болгарської мови, розвиток новоболгарської літературної мови, зокрема її медичного словника. Також досліджує явище турецько-болгарського та грецько-болгарського білінгвізму в історичній перспективі. Праці з мовної культури та лексикології.
Авторка монографії «Болгарська анатомічна термінологія у період Відродження (1824—1878)», яка видана 2003.